# 湯崎英彥
湯崎英彥（日语：／ Yuzaki Hidehiko ?，1965年10月4日—），是日本政治人物，日本貿易官僚、商人、管理顧問和政治家。 廣島縣知事（17、18、19、20代），ACCA Networks創始人，出生於廣島縣廣島市佐伯區。

## 選舉
2009年參加廣島縣知事選舉。 在縣議會最大的自民黨派和民主黨派的支持下，他以395,638票，超過半數選民的支持，首次當選。
2013年參加廣島縣知事選舉。 先後獲得自民黨、公明黨、日本民主黨的提名，並獲得連任。
2017年參加廣島縣知事選舉。先後獲得自民黨、新公明黨、民主黨三黨提名，三連勝。
2021年參加廣島縣長選舉，4連任。